# Takatsukasa Kanehiro
Takatsukasa Kanehiro (鷹司 兼熙 1659 – 1725?) fue un kuge (cortesano) que actuó de regente durante la era Edo. Fue hijo de Takatsukasa Fusasuke.
Ocupó la posición de kanpaku del Emperador Higashiyama entre 1703 y 1707.
Contrajo matrimonio con una hija del primer líder del Takamatsu han Matsudaira Yorishige. Takatsukasa Fusahiro fue uno de sus hijos adoptivos.